# The Worst Witch (serie di libri)
The Worst Witch è il titolo di una serie di libri per bambini scritti e illustrati da Jilly Murphy, un'autrice britannica. La serie è di genere fantasy, ambientata in una scuola di streghe. Fra il 1974 e il 2013 sono stati pubblicati 7 libri.